# يوم العذيب
يوم العذيب أحد ايام العرب في الجاهلية، لبني سعد من تميم على حمير ومذحج.

## المعركة
يوم العذيب كان لبني سعد بن زيدمناة بن تميم على مذحج وحمير، وكان رأس اليمن الأصهب الجعفي المذحجي، بعث إليه النعمان ينكر عليه بلوغ بنو سعد العذيب، فحشد لهم ولقيهم، فقتلوه، قتله الأحمر بن جندل التميمي، وانهزمت اليمانية هزيمة شديدة، وأخذ منهم مال كثير وسبي.

فقال سلامة بن جندل التميمي: